# Nils Sandberg
Nils Sandberg i riksdagen kallad Sandberg i Alingsås, född 3 juni 1829 i Hovs socken, Västergötland, död 24 februari 1888 i Alingsås landsförsamling, handlande och riksdagsman.
Sandberg var verksam som handlare i Alingsås. I riksdagen var han ledamot av första kammaren 1877-1879, invald i Älvsborgs läns valkrets. Han skrev en motion i riksdagen om fördelningen av brännvinsavgifterna.